# Márcio Gomes
Márcio Gomes (Rio de Janeiro, 5 de dezembro de 1970) é um jornalista e apresentador de televisão.

## Histórico
Formou-se em jornalismo na Pontifícia Universidade Católica do Rio de Janeiro (PUC-Rio), em 1992. A primeira experiência profissional aconteceu na rádio Opus 90, em que trabalhou como redator. Em 1994, na Rede Record, começou a se destacar como repórter e foi chamado, pouco tempo depois, para ingressar na TV Globo São Paulo, no jornal SPTV, onde fez parte do rodízio de apresentadores. Foram dois anos em São Paulo, antes de voltar para o Rio de Janeiro, para trabalhar na Globo News, em 1996. Além de fazer reportagens, Márcio editava matérias e apresentava o jornal Em Cima da Hora, que ele se refere como sendo sua "grande escola": "Aprendi a fazer de tudo. Lá estamos sempre muito perto da notícia".
Márcio Gomes assumiu a bancada do jornal Bom Dia Rio em 1998, por onde ficou durante um ano cobrindo os acontecimentos do Rio de Janeiro. Passou a ancorar o RJTV em 20 de janeiro de 1999, jornal que apresentou diretamente do Cristo Redentor.
Além da apresentação do RJTV, participou do rodízio de apresentação do Jornal Nacional aos sábados e apresentador eventual do Bom Dia Brasil, também foi repórter especial da Rede Globo no Desfile das Escolas de Samba do Rio de Janeiro e tinha uma coluna no Bom Dia Brasil denominada "Você não sabia, mas já existe".
Em janeiro de 2013, foi anunciada sua transferência para o escritório da IPCTV, afiliada da Rede Globo no Japão, onde seria correspondente internacional. Estreou em julho como correspondente em Tóquio, no qual cobre o Extremo Oriente, o Sudeste Asiático e a Oceania, deixando a apresentação do RJTV com Ana Luíza Guimarães.
Deixou de ser correspondente em Tóquio em junho de 2018, quando retornou à TV Globo São Paulo, na função de repórter especial do Jornal Nacional. Em 27 de dezembro do mesmo ano, reestreou como apresentador eventual do SPTV. No dia 17 de agosto de 2019, Márcio Gomes estreou como apresentador eventual do Jornal da Globo juntamente com Carlos Tramontina que já estava na função de apresentador eventual.
Em 17 de março de 2020, durante a pandemia de COVID-19 no Brasil, Márcio Gomes foi o escolhido pela Globo para apresentar o programa matinal Combate ao Coronavírus que durou menos de três meses.
Após o fim do programa, foi escalado como interino para apresentar vários programas da emissora, passando pelo SPTV, Jornal Hoje, Jornal da Globo e telejornais da GloboNews, além de comandar um quadro diário no Jornal Nacional atualizando os números da pandemia de coronavírus no país.
Márcio Gomes ficou por 21 anos na Globo, até 19 de outubro de 2020, quando a CNN Brasil anunciou a contratação do jornalista para desenvolver um novo projeto do canal de notícias. O jornalista afirma ter saído da emissora após sentir "que não teria muito crescimento" e que optou pela mudança para "seguir evoluindo e usando tudo o que aprendi em 28 anos de jornalismo". Na contratação, o CEO da CNN Brasil Douglas Tavolaro afirmou que Márcio Gomes é "um profissional completo e de alto gabarito".
Estreou na CNN em 9 de novembro de 2020 com um telejornal no horário nobre, o CNN Prime Time.

## Filmografia

### Televisão
| Ano           | Título                 | Cargo                        | Emissora                |
| ------------- | ---------------------- | ---------------------------- | ----------------------- |
| 1994–95       | Jornal da Record       | Repórter                     | Record                  |
| 1995–96       | São Paulo Já           | Repórter                     | TV Globo São Paulo      |
| 1996          | SPTV                   | Repórter                     | TV Globo São Paulo      |
| 1996–98       | Em Cima da Hora        | Apresentador                 | GloboNews               |
| 1998–99       | Bom Dia Rio            | Apresentador                 | TV Globo Rio de Janeiro |
| 1999–00       | Globo Comunidade RJ    | Apresentador                 | TV Globo Rio de Janeiro |
| 1999–13       | RJTV 1ª Edição         | Apresentador                 | TV Globo Rio de Janeiro |
| 2009–10       | Brasil TV              | Apresentador eventual        | TV Globo (parabólica)   |
| 2013–18       | Todos os telejornais   | Correspondente internacional | TV Globo                |
| 2018–20       | Jornal Nacional        | Repórter                     | TV Globo                |
| 2019–20       | SPTV                   | Apresentador eventual        | TV Globo São Paulo      |
| 2020          | Combate ao Coronavírus | Apresentador                 | TV Globo                |
| 2020–presente | CNN Prime Time         | Apresentador                 | CNN Brasil              |